# Nachal (Omán)
Nachal (psáno taktéž Nakhal) je město nacházející se cca 120 km severně od Maskatu. Je známé hlavně díky své pevnosti. Nachal není příliš turisty navštěvovaným místem, přesto se zde nachází mnoho míst k vidění.

## Pevnost
Vojenská pevnost Nachal, jež dala jméno celému městu, je také nazývána Husn Al Heem. Její pojmenování je pravděpodobně odvozeno od arabského pojmenování pro palmu. Pevnost je tvořena nádvořím, které obklopuje několik místností – např. sklad datlí, diskuzní pokoj, mešita. Každá z místností je vybavena tak, jak bývala v minulosti. K vidění je i tradiční keramika, nádoby na vodu, které zachovávaly tekutiny chladné, či kanon. Celá pevnost je obehnána vysoký zdmi, které jsou doplněny pozorovatelskými věžemi. Z nádvoří pevnosti je překrásný výhled na celé město. Výhodou památek v Ománu je nízké vstupné a možnost si na vše sáhnout, popřípadě vyzkoušet.

## Horké prameny
Na konci města, v místech, kde začínají hory, se nacházejí horké prameny, které místní lidé s oblibou navštěvují. Ženy zde tráví své volno povídáním s ostatními, zatímco děti se koupou ve vodě. V okolí se nacházejí původní domy, které jsou stále obydlené. Voda z horkých pramenů je rozváděna pomocí zavlažovacích kanálů do blízkého okolí.

## Palmové háje
Díky důmyslnému zavlažovacímu systému roste v Nachalu mnoho stromů, které dávají městu, v Ománu nepříliš typický, zelený odstín. V Nachalu se pěstuje ovoce – především datle, ale také banány či mango.